# Il segreto del tempo
Il segreto del tempo è un singolo dei cantanti italiani Roby Facchinetti e Riccardo Fogli, l'unico estratto dall'edizione speciale dell'album in studio Insieme e pubblicato il 7 febbraio 2018.

## Descrizione
Unico inedito dell'edizione speciale dell'album, Il segreto del tempo è stato composto da Facchinetti insieme a Pacifico ed è stato presentato per la prima volta dal vivo in occasione del Festival di Sanremo 2018, dove si è classificato 18º.

## Tracce
Testi e musiche di Roby Facchinetti e Pacifico, eccetto dove indicato.
Download digitale
1. Il segreto del tempo – 3:55

7"
- Lato A

1. Il segreto del tempo – 3:55

- Lato B

1. Il ritorno delle rondini – 3:48 (Roby Facchinetti, Riccardo Fogli)

## Formazione
Musicisti
- Roby Facchinetti – voce, tastiera
- Riccardo Fogli – voce
- Danilo Ballo – arrangiamento, tastiera aggiuntiva, programmazione, cori
- Emiliano Bassi – batteria
- Matteo Bassi – basso
- Ludovico Bagnone – chitarra
- Valeria Caponnetto Delleani – cori
- Budapest Scoring Symphonic Orchestra – strumenti ad arco
- Valeriano Chiaravalle – direzione dell'orchestra

Produzione
- Roby Facchinetti – produzione artistica
- Ferdinando Salzano – produzione esecutiva
- Antonio Colombi – produzione esecutiva
- Marco Barusso – missaggio